# Lądowisko Piła-Szpital
Lądowisko Piła-Szpital – lądowisko sanitarne w Pile, w województwie wielkopolskim, położone przy ul. Rydygiera 1. Przeznaczone jest do wykonywania startów i lądowań śmigłowców sanitarnych i ratowniczych w dzień i w nocy o dopuszczalnej masie startowej do 5700 kg. 
Zarządzającym lądowiskiem jest Szpital Specjalistyczny im. Stanisława Staszica w Pile. W roku 2011 zostało wpisane do ewidencji lądowisk Urzędu Lotnictwa Cywilnego pod numerem 72.
Otwarcie jego nastąpiło w 2010.